# Polygala americana
Polygala americana là một loài thực vật có hoa trong họ Polygalaceae. Loài này được Mill. miêu tả khoa học đầu tiên năm 1768.